# Mariposa (botnet)
Mariposa je zlonamerna programska oprema, natančneje botnet. Zlonamerna programska oprema (angleško malicious software) spada v sfero programske opreme vendar je ustvarjena z namenom izvajanja nelegitimnih dejanj v računalniških sistemih. Botnet je bil odkrit meseca maja leta 2008. Uporabljen je bil za pridobivanje osebnih podatkov ter za napade za zavrnitve storitve. Pred onesposobitvijo botneta meseca marca leta 2009 naj bi bilo vanj vključenih do 12 milijonov IP naslovov ter 1 milijon računalniških naprav pod nadzorom napadalca, ki so bili z njim okuženi. Znano je, da je tako imenovani Metulj ali Mariposa eden izmed najobsežnejših botnetov do sedaj. Ustvarjen je bil s pomočjo programa "Butterfly bot". Skupina iz Španije, zadolžena za kreacijo botneta se je imenovala DDP (špansko "Dias de Pesadilla", slovensko "Dnevi nočnih mor"). Programska oprema je bila prodana tudi tretjim osebam. Mariposo so ustavili 14.3. 2010, v Madridu. Pri preiskavi so sodelovali mednarodni in nacionalni organi pregona spletnega kriminala, Panda Security (španski proizvajalec varnosthin rešitev) ter Defence intelligence, ki pa je kanadsko varnostno podjetje. Do ustavitve botneta, so že okužili skoraj 13 milijonov računalnikov, v kar 190 državah.

## Način delovanja
Mariposa je bila ustvarjena tako, da je zbirala osebne podatke (uporabniška imena, gesla in bančne podatke). Poleg tega pa naloži dodatne zlonamerne datoteke. Mariposa se je širila preko USB ključkov, neposrednega elektronskega sporočanja ter P2P omrežja Arhivirano 2020-08-08 na Wayback Machine.. 
Uporabniki botneta so se ga poslužili z namenom, da bi pridobili finančno korist z nelegalnimi dejanji. Prvoten namen okužbe je bila pridobitev podatkov o bančnih računih, podatkov o plačilih ter posledično pridobitev finančnih sredstev žrtev. Podobna novejša botneta sta ZeroAccess ter Zeus. Zaradi vse pogostejšega plačevanja prek spleta ter porasta vrednosti enote Bitcoin je vedno več škodljive progamske opreme, ki se lahko uporabi za protipravno pridobitev koristi in podatkov.

## Storilci in žrtve
Mariposo so izumili študentje Fakultete za elektrotehniko, računalništvo in informatiko, Univerze v Mariboru, prodali pa so ga španski hudodelni združbi ter kasneje aktivno sodelovali s predlogi uporabe. Najbolj zloglasen glede tega primera je bil Mariborčan Matjaž Škorjanc, znan tudi pod njegovim vzdevkom Iserdo. Vpletena pa je tudi bila Matjaževa punca, ki je dobila denar nakazan od Špancev, ter ga predala naprej Matjažu, vendar je trdila da ni vedela da je denar ilegalnega izvora. 
Zaradi dosegljivosti škodljive programske opreme so storilci kljub pomanjkljivemu znanju uspeli ustvariti več kot 850 milijonov dolarjev škode. Ta je bila storjena na več področjih, vključno s socialnim omrežjem Facebook. Poleg finančnih koristi so se storilci dokopali tudi do osebnih podatkov (IP naslovi, e-poštni naslovi, gesla in podobno) več kot 800.000 oseb. Ti bi se lahko prodali z namenom kraje identitete. 
23 decembra 2009 je skupina za boj proti Metulj botnetu prevzela nadzor nad njim po prevzetju strežnikov, ki jih je uporabljal Metulj. Storilci so nadzor prevzeli nazaj ter skupini za boj proti Metulju uspeli izvesti napad za zavrnitev storitve. Posledično se je prek napake enega od storilcev skupina dokopala do njegovega IP naslova.
V mesecu februarju 2010 je španska policija aretirala naslednje storilce: Florencio Carro Ruiz (alias: Netkairo) kot domnevnega voditelja skupine storilcev, Jonathan Pazos Rivera (alias: Jonyloleante) in Juan Jose Bellido Rios (alias: Ostiator) pa sta bila aretirana zaradi suma sodelovanja v tej skupini.
18 julija 2010 so slovenski policisti v Mariboru aretirali Matjaža Škorjanca (alias: Iserdo) na podlagi suma ustvarjanja Metulj botneta. Kasneje so ga izpustili zaradi pomanjkanja dokazov. Zopet je bil aretiran meseca oktobra 2011. Meseca decembra 2013 je bil Matjaž Škorjanc obtožen ustvarjanja škodljive programske opreme, vdiranja v informacijske sisteme ter pranja denarja. FBI je želel, da Slovenija preda storilce njim, vendar je Slovenija to zavrnila ter jih sama obsodila. Obsojen je bil na 58 mesecev zaporne kazni ter globo €3.000. Sodišče je ukazalo zaseg pridobljenega premoženja, po pritožbi Škorjanca je bila končna globa dvignjena na končnih €28.000. 

## Zaščita
Botnet se najpogosteje širi preko USB pomnilnih naprav, v nekaterih primerih pa je nanj mogoče naleteti na bolj obiskanih spletnih straneh kot okno za namestitev neke tretje programske opreme. Mnogi poročajo o oknu, ki želi namestiti gonilnike za grafično kartico, ali pa zahteva obisk povezave, prek katere je žrtev nato izpostavljena okužbi z botnetom. Botnet sicer ni več toliko aktualen, vendar takrat je bilo največkrat omenjeno to, da se nadgradi antivirusni program ter tako preprečijo okužitev. Probleme so povzročali tudi USB naprave, zato ni zaželeno priključevanje naprav, ki se jim ne da zaupati. Ena od zaščit je tudi, da se ne nalagajo datoteke iz spletnih strani, ki jim ni za zaupati.